# 蘇基亞河

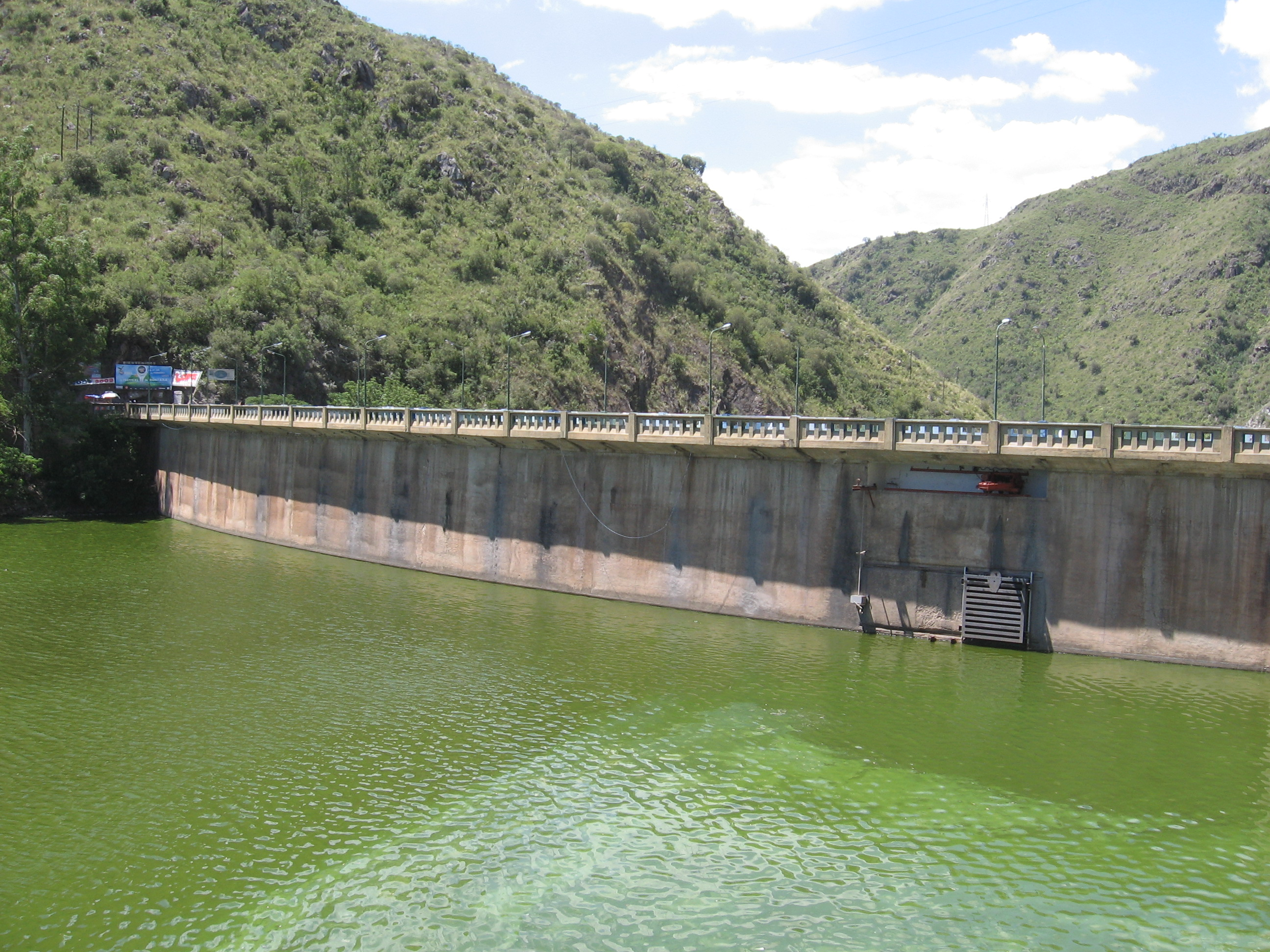
蘇基亞河

蘇基亞河（西班牙語：Río Suquía）是阿根廷的河流，位於該國中部，由科爾多瓦省負責管轄，河道全長200公里，發源自聖羅克湖，最終注入奇基塔湖，平均流量每秒10立方米。

## 外部連結
- Detail of all inflows into Lake Ansenuza （西班牙文）

31°22′30″S 64°28′00″W / 31.37500°S 64.46667°W